# Castelvecchio (Werona)
Castelvecchio – średniowieczny zamek gotycki znajdujący się w Weronie.
Budowa usytuowanego nad brzegiem Adygi zamku została zapoczątkowana w 1354 roku przez Cangrande II della Scala. W jego obręb włączono część murów miejskich. Wraz z przechodzeniem w ciągu wieków władzy nad Weroną w ręce Viscontich, Wenecjan, Francuzów i Austriaków budowla poddawana była licznym przebudowom, zatracając swój pierwotny kształt architektoniczny. W latach 1923–1926 zamek poddano gruntownym pracom restauracyjnym, przywracając mu stylizowany na średniowieczny wygląd. Odtworzono wówczas m.in. rozebrane za czasów francuskich blanki i wieże. Obecnie na zamku mieści się muzeum.
Otoczony nieregularnymi murami obwodowymi zamek posiada masywny donżon oraz sześć mniejszych krytych wież. Wzdłuż blendowanej kurtyny biegnie fosa. Na zamkowym dziedzińcu znajduje się pochodzący z czasów napoleońskich niewielki fort, w którego fasadę podczas prac restauracyjnych z lat 1923–1926 wmurowano elementy architektoniczne pochodzące z rozbiórki dawnych domów werońskich.